# 我的現實與網遊被戀愛喜劇侵蝕了
《我的現實與網遊被戀愛喜劇侵蝕了》（日语：俺のリアルとネトゲがラブコメに侵蝕され始めてヤバイ），為藤谷ある撰寫，三嶋くろね繪製封面與插畫的一部輕小說作品，中文正體版由東立出版社代理。

## 故事簡介
鷺宮慧太是個RPG中的網路人妖。操作女性人物，隸屬於成員幾乎全是女性玩家公會的他，在一次參加線下聚會時，因被誤認為是公會裡唯一男性人物的「騎士殿下」，而成了現實同遊戲中都超受歡迎的人物！這難道是孔明的陷阱？穿梭於網絡和現實間的線下線上浪漫輕喜劇即將開始。

## 登場人物
鷺宮慧太
主人公。遊戲裡的名字是莉兒，職業是祭司，會以溫柔的魔法治愈大家的身心，等級高又聰明又勇敢，在遊戲中發揮了很大的作用。有著不會對正在為難的女孩子置之不理的性格。和美咲與梓月是兒時玩伴。但後來可能因為小學初中全上的男校，使其有女性耐性不足症候群的奇異體質。
討厭現實喜歡二次元。在遊戲裡扮演著人妖角色，不過公會裡的大家在SWO上剛認識的時候就都已經知道操作莉兒的人其實是男性了。公會的大家考慮到莉兒的情況，作為人妖被發現的話氣氛就會變得不融洽和公會以往的氛圍會消失，也擔心莉兒也許會退出公會後並沒有揭穿，而且還做出了“騎士殿下化”計劃，同時也以沒收莉兒賬號迫使慧太繼續使用騎士殿下的賬號。
鷺宮理央
遊戲裡的名字是莉柯塔，職業是煉金術師。自稱來自NiyaNiya星的銀髮獸耳娘，就算在現實裡貓耳也是基本配備。不過是遊戲還是現實中都有著「喵」的口癖，不過手足無措的時候會忘掉口癖。
現實中是慧太的妹妹並且有著超越兄妹之間的感情，如果不是每天見面就會無法壓抑內心的情感。對慧太自稱借宿在朋友的家裡，實際上一直住在離家不遠的一個叫社區活動中心的文化館旁的紙箱屋裡，因為慧太忘記了小時候的約定而離家出走，後來被慧太發現其實一直住在紙箱屋中並帶回家。
在第四卷中因為自己使莉兒的武器損壞而感到內疚，就為了得到寫有Comica限定武器道具密碼的卡片去參加COSPLAY活動。第四卷吻了慧太。
凌羽梓月
遊戲裡的名字是雫，職業是馴獸師，擁有使役寵物素甘。和莉兒第一次見面（遊戲裡）就吵架。公會會長，創建公會的原因是不習慣被人注目，認為在公會專屬建築內吵架的話既不會給周圍添麻煩，也不用介意視線。
遊戲裡總是擺一副毒舌的樣子，現實中卻是個無口少女，實際上和美咲與慧太是兒時玩伴。中學時因為自己的“loli音”被人取笑而不說話消沉，被美咲說“以前還很憧憬你太讓我失望了”而大受打擊。後來嚴重到只用寫字板進行交流，實際上聲音被慧太稱迄今為止不曾聽過的足以當聲優的「天籟之聲」。後來因為慧太而有了當聲優的想法。第八卷吻了慧太。
九條妃梨
遊戲裡的名字是姫，職業是盜賊。遊戲裡曾經受到pk集團侵擾，雖然被莉兒救下不過道謝後就分別了，後來由於多次在同一個地方練級而受到莉兒的工會邀請。
現實中父親是九條集團前社長，因為一直信任的伙伴突然背叛而失去了公司，並且在背負了對方巨大的債務後就去世了，和母親變賣了所有的家產還清債務後住在一棟木製結構的二層破公寓中。
第三卷因為沒有付費而被停止遊戲服務，因為自己性格的原因打工也一直都不太順利。第三卷後因為慧太的話最後努力融入打工環境中並取得工資得以繼續遊戲。第三卷吻了慧太。
九重日真里
遊戲裡的名字是棉花糖，暱稱小棉，職業是暗殺者。對於可愛的裝束和可怕的職業之間的差異的回答是「因為暗殺者聽起來很可愛啊~~」這樣莉兒完全不能理解的回答。雖然是個腐女而且經常購買BL本不過對男女之事卻很不了解。
在現實中自稱是一位主婦，丈夫是鍵主鳴海。實際上兩人僅僅是形式上的婚約，僅僅是作為名門之間名聲的掩蓋的存在，因此為了不會有太過顯眼的舉動，小棉的行動常常受到限制，甚至刪除了SWO裡的賬號。最後莉兒通過和鳴海的決鬥使鳴海放棄了婚約對兩人的限制。第五卷吻了慧太。
键主鸣美
遊戲裡的名字是鳴海，之前的職業是龍騎士。現職業是劍士。小綿的丈夫，但其實是為了代替死去的哥哥而將自己裝扮男孩子。稱慧太為“哥哥”。和小棉有著名義上的婚約，但其實是為了家族的名聲和代替死去的哥哥而接受的，也因此封閉自己的內心打算作為一個男性生活下去。
第四卷刪除了遊戲賬號，後來在輸給了騎士殿下後決定放棄婚約，放棄男性的生活方式，恢復女孩子的打扮和生活方式，並且打算將慧太作為女婿迎入作為解除婚約的解決方法。
鴨河京也
一個將長髮綁在後腦，並穿戴著黑框眼鏡的御宅族，是慧太在班上唯一可以稱得上朋友的男性。
在傑克斯貝魯特遊戲裡的名稱為「卡爾‧弗里德里希‧奧朱克納特三世 」，職業為吟遊詩人（bard）。
第3卷隱約透露出，其另一個身分也是傑克斯貝魯特的GM「新世界」，小說第7卷中得到證實。
工藤美咲
遊戲中的名字是麻里緒，無職業。在現實中愛慕慧太的殘念跟踪娘，甚至跟踪到了SWO中。
有一本寫滿慧太周圍女孩子詳細資料用於抹殺的筆記本。與梓月和慧太是兒時玩伴。曾經很憧憬梓月，但後來看不下去梓月的日漸消沉說：“以前還很憧憬你太讓我失望了”。結果讓梓月受到很大打擊。但是“明明失望透頂還是在照顧梓月”（慧太說法）。在高中開學時與慧太重逢，並被慧太救助，因溺水慧太為其作了人工呼吸。看似是現充派的，但其實被朋友們隔離（並沒被當成朋友）。第六卷吻了慧太。
梅露露娜
其本名不詳，慧太打工地方RPG咖啡廳的老闆，SWO測試版就開始玩的玩家，職業是死靈術士。SWO裡的偶像玩家，最近目標是為了把慧太變成虛擬現充。
曾經在遊戲裡給慧太“曉天之鑰”，使慧太可以短暫5分鐘把角色切換成“騎士大人”。因過去的心理陰影而極度恐懼所有具有貓特徵的生命體。
尤克
傑克斯貝魯特遊戲裡的99等聖騎士角色，因為擁有高貴的外貌與舉止因此被工會成員稱呼為「騎士大人」。
其帳號本人不詳，帳號本身是經由梅露露娜轉交給慧太他們工會裡的其他4為成員，因此全員皆是前任「騎士大人」。
現今帳號不知明原因無法登入，但卻可以從「曉天之鑰」切換過來。

## 輕小說
| 集數 | 日本          | 日本                   | 臺灣 香港      | 臺灣 香港              |
| 集數 | 發售日期      | ISBN                   | 發售日期       | ISBN                   |
| ---- | ------------- | ---------------------- | -------------- | ---------------------- |
| 1    | 2011年11月1日 | ISBN 978-4-7986-0312-4 | 2013年4月25日  | ISBN 978-986-332-364-8 |
| 2    | 2012年2月1日  | ISBN 978-4-7986-0346-9 | 2013年9月2日   | ISBN 978-986-337-285-1 |
| 3    | 2012年6月1日  | ISBN 978-4-7986-0408-4 | 2013年11月18日 | ISBN 978-986-337-633-0 |
| 4    | 2012年9月1日  | ISBN 978-4-7986-0455-8 | 2014年1月28日  | ISBN 978-986-348-257-4 |
| 5    | 2012年12月1日 | ISBN 978-4-7986-0512-8 | 2014年4月10日  | ISBN 978-986-348-775-3 |
| 6    | 2013年3月1日  | ISBN 978-4-7986-0564-7 | 2014年5月29日  | ISBN 978-986-348-996-2 |
| 7    | 2013年6月1日  | ISBN 978-4-7986-0611-8 | 2014年11月3日  | ISBN 978-986-382-205-9 |
| 8    | 2013年8月31日 | ISBN 978-4-7986-0666-8 | 2015年2月2日   | ISBN 978-986-382-706-1 |

## 外部連結
- （日語）HJ文庫小說介紹 （页面存档备份，存于）